# John McIntyre (Erzbischof)
John McIntyre (* 1. Januar 1855 in Birmingham; † 21. November 1935) war Erzbischof von Birmingham. 

## Leben
Er besuchte die Sedgley Park School, Wolverhampton, das English College, Douai, das St Bernard Seminary, Olton und das English College, Rom. Nach seiner Priesterweihe am 22. Mai 1880 war er in Colwich, Staffordshire, und dann alternativ in Oscott und Olton bis 1912 tätig. Zwischen 1898 und 1912 war er Vize-Rektor des St Mary’s College, Oscott.
Papst Pius X. ernannte ihn am 24. Juni 1912 zum Weihbischof in Birmingham und Titularbischof von Lamus. Der Erzbischof von Birmingham, Edward Ilsley, spendete ihm am 30. Juli desselben Jahres die Bischofsweihe; Mitkonsekratoren waren Francis Edward Joseph Mostyn, Bischof von Menevia, und George Ambrose Burton, Bischof von Clifton. Im nächsten Jahr wurde er trotz der Proteste des Erzbischofs Ilsley zum Rektor des Englischen Kollegs in Rom. Am 24. August 1917 wurde er zum Titularerzbischof von Oxyrynchus erhoben.
Nach der Emeritierung Ilsleys wurde John McIntyre am 16. Juni 1921 zum Erzbischof von Birmingham ernannt und am 5. Juli desselben Jahres in der Kathedrale von Birmingham feierlich eingeführt. Von seinem Amt trat er krankheitsbedingt am 17. November 1928 zurück. Papst Pius XI. ernannte ihn daraufhin zum Titularerzbischof von Odessus.